# Anthonomini
Tribu
Les Anthonomini forment une tribu d'insectes coléoptères de la famille des Curculionidae.

## Liste des genres
Selon NCBI (30 août 2014) :
- genre Anthonomus
  - Anthonomus bituberculatus
  - Anthonomus eugenii
  - Anthonomus grandis
  - Anthonomus hunteri
  - Anthonomus pedicularius
  - Anthonomus pomorum
  - Anthonomus rubi
  - Anthonomus vestitus
- genre Brachonyx
  - Brachonyx pineti
- genre Bradybatus
  - Bradybatus kellneri